# Touch (televisieserie)
Touch is een Amerikaanse televisieserie, geschreven en ontwikkeld door Tim Kring. Kiefer Sutherland speelt de hoofdrol in de serie, die op 25 januari 2012 debuteerde op Fox. Er werden voor het eerste seizoen twaalf afleveringen besteld, waarvan de laatste twee afleveringen op 31 mei werden uitgezonden.
Op 9 mei 2012 werd bekendgemaakt dat er een tweede seizoen ging komen van de reeks. Oorspronkelijk werd de eerste aflevering uitgezonden op 26 oktober 2012, maar dit werd later verzet naar 8 februari 2013. Op 9 mei 2013 maakte Fox bekend dat er geen derde seizoen zal komen van de serie.

## Cast

### Hoofdrolspelers
- Kiefer Sutherland als Martin Bohm - een voormalig journalist, wiens vrouw stierf tijdens de aanslagen op 11 september 2001.[1]
- Gugu Mbatha-Raw als Clea Hopkins - een maatschappelijk werker die Bohm begeleidt.[6]
- David Mazouz als Jacob "Jake" Bohm – een jongen die geobsedeerd is met cijfers, en gepasseerde, huidige en toekomstige gebeurtenissen kan voorspellen door middel van de nummers.[7]
- Danny Glover als Professor Arthur Teller – een expert op numerieke helderziendheid.[8]

### Terugkerende bijrollen
- Roxana Brusso als Sheri Strapling – de directeur van de inrichting waarin Jake woont.[9]